# Melinna armandi
Melinna armandi är en ringmaskart som beskrevs av McIntosh 1885. Melinna armandi ingår i släktet Melinna och familjen Ampharetidae.
Artens utbredningsområde är havet kring Nya Zeeland. Inga underarter finns listade i Catalogue of Life.